# Kemeko Deluxe!
Kemeko Deluxe! (ケメコデラックス! Kemeko Derakkusu!?) también conocida como «Kemeko DX!», es una serie de manga Japonés escrita e ilustrada por el Mangaka Masakazu Iwasaki. El manga empezó su serialización en la revista de manga shōnen Dengeki Comic Gao! el 27 de octubre de 2005, y publicada por MediaWorks. El primer episodio de la adaptación al anime fue el 4 de octubre de 2008

## Sinopsis
Kemeko es una de máquina de combate con forma de muñeca deforme que maneja desde adentro M.M, quien protege a Sanpeita de ataques de los robots de Mishima Electronics, una súper empresa de aparatos electrónicos y tecnología, que intenta recuperar una esfera con energía ilimitada dentro del cuerpo de Sanpeita.
Además, Sanpeita conoció a una niña en su infancia, quien no recuerda su nombre y se parece mucho a la tripulante de Kemeko, M.M quien es una chica tímida y desconocida para todos, y actúa de manera muy diferente cuando está dentro de Kemeko que tiene una forma femenina muy poco atractiva y llama la atención de diferentes formas.

### Personajes
Sanpeita Kobayashi (小林 三平太 Kobayashi Sanpeita?)
Seiyū: Eri Kitamura
Es el protagonista masculino, estudiante de secundaría el cual guarda sentimientos hacía una chica que conoció hace 10 años. Su vida se tornó complicada desde que conoció a Kemeko quien dice ser su novia y se muda a su casa. Desde entonces él es constantemente atacado por desconocidos matones. Tiene una personalidad terrorífica, pero por diferentes malentendidos que están fuera de su control, él es constantemente acosado por amigos y enemigos por igual. Desarrolla sentimientos hacia M.M.
Kemeko (ケメコ Kemeko?)
Seiyū: Chiwa Saito
Un poderoso y ágil robot de combate a pesar de su figura regordeta pilotado por M.M. Como M.M. raramente sale de este, todos alrededor de Sanpeita piensan que Kemeko es su verdadera forma. Su esquema de pintura por defecto es una referencia a la plugsuit utilizado por Asuka Langley en Neon Genesis Evangelion.
M.M. (エムエム Emuemu?)
Seiyū: Haruka Tomatsu
Piloto de Kemeko la cual resulta ser una chica alta y atractiva que de alguna manera se las arregla para encajar en la masa corporal de Kemeko. A pesar de sus palabras no conoce a Sanpeita hasta después de mudarse a su casa, ella parece familiar ante él. Además ella usa los mismos vendajes en sus mejillas justo como la chica que conoció Sanpeita hace 10 años, otra característia que comparten es el color de su cabello. En el undécimo episodio del anime se revela que su nombre real es Mei Mishima.Al principio no le gusta Sanpeita pero después desarrolla sentimientos con respecto a él.
Izumi Makihara (牧原 イズミ Izumi Makihara?)
Seiyū: Mikako Takahashi
Es una amiga de la infancia de Sanpeita, compañera de clases, y a su vez siente amor por él. Generalmente está en conflicto con Kemeko por las acciones que ella realiza ya que generalmente atentan contra su moral. Es una chica dulce siempre pendiente de Sanpeita, muy atlética, aunque también suele enojarse muy fácil gracias a las situaciones que ocurren entre Kemeko y Sanpeita.
Tamako Kobayashi (小林 タマ子 Kobayashi Tamako?)
Seiyū: Mai Gotō
Hermana menor de Sanpeita, tiene 12 años y como ella dice, es la encargada de que la familia se mantenga junta. Casi siempre está haciendo las tareas del hogar, ya que su mamá es mangaka y su hermano es un completo inútil. Al principio odiaba a Kemeko porque mientras ella hacía los deberes su hermano estaba divirtiéndose con ella, pero luego de ser salvada le pidió que se quedara a vivir en la casa.
Fumiko Kobayashi (小林 ふみ子 Kobayashi Fumiko?)
Seiyū: Ayako Kawasumi
Madre de Sanpeita y Tamako, es mangaka por lo que siempre está ocupada, pero saca tiempo libre para holgazanear. Su asistente Aoi siempre la está regañando porque holgazanea en vez de estar trabajando, ya que siempre están retrasadas. Por pedido de Tamako, acepta a Kemeko en la casa y le gusta hacer los ejercicios Purippuri que Kekemo le enseña.
Ryōko Kurosaki (黒崎 リョーコ Kurosaki Ryōko?)
Seiyū: Ryōko Shiraishi
Una chica extraña que iba tras el poder de Sanpeita, pero luego, aparentemente se hicieron amigos. Siempre lleva consigo una katana y a Jyuunmonji, un pequeño gato negro con una cicatriz en forma de X en su frente. Aparentemente también está en contra de Mishima, pero trabaja para otra organización. Por su forma de hablar en el episodio 08 (Black☆Girl) da a entender que no pertenece al planeta tierra o que trabaja para una organización extraterrestre. También es conocida dentro de su organización como Black☆Girl (La chica negra). También es compañera de Sanpeita aunque nunca asistió a clases.
Misaki Hayakawa (早川 美咲 Hayakawa Misaki?)
Seiyū: Rie Kugimiya
Otra compañera de clase y amiga de Sanpeita y de Izumi. Está obsesionada con ver las relaciones amorosas de otras personas, además está empeñada en juntar a Sanpeita y a Izumi. Tiene un extraño poder sensorial que detecta peligro, y cuando se activa un pequeño mechón de su cabello se para. Viene de una familia muy rica, se le ha visto en una limusina y se sabe que su familia tiene varias propiedades alrededor de Japón.
Miura Hayakawa
Seiyū: Mamiko Noto
Es la hermana mayor de Misaki, era la guardián de una trampa en medio del bosque, pero cuando Sanpeita y M.M. lograron escapar de ella decidió ser la sirvienta de Sanpeita. Tiene 21 años, está divorciada y su hobby es vestir como sirvienta de un Maid Cafe.
Ryouta Minamino (南野 リョータ Minamino Ryōta?)
Seiyū: Fumie Mizusawa
Amigo y compañero de Sanpeita, mejor amigo de Misaki y está enamorado de Ryōko. Es un poco pervertido y varias veces ha tenido fantasías eróticas con las chicas vestidas en bikini.
Vanilla M. Repairs (ヴァニラ・M・リペアーズ Vanira M Repeāzu?)
Seiyū: Aya Endō
Directora ejecutiva de Mishima Electronics, va tras Sanpeita supuestamente para salvarlo de M.M. ya que es ella quien traicionó a Mishima. Maneja un robot simiar a Kemeko llamado Kiriko, una versión perfeccionada de Kemeko.
Kiriko (キリコ Kiriko?)
Seiyū: Kotono Mitsuishi
La versión perfeccionada de Kemeko, tiene su misma forma física, aunque viste un Kimono, su cabello es negro y liso, tiene un parche en su ojo derecho ocultando un arma y sus ojo izquierdo es ligeramente diferente al de Kemeko.
Kyte Brian Sounds
Seiyū: Umeka Shouji
Un subordinado de Vanilla, líder del tercer departamento de R&D en Mishima. Aparentemente tiene una relación con M.M.
Riko & Androids
Seiyū: Kana Hanazawa
Otra subordinada de Vanilla, una niña con un coeficiente ictelectual de 400 cuando tenía 10 años, por eso sus papás no la comprendían pensando que no era humana y ella escapó. Es quien controla los robots que atacan a Sanpeta, Kemeko y Ryōko.
Aoi-chan (葵ちゃん Aoi-chan?)
Seiyū: Saeko Chiba
Asistente de la señora Kobayashi, siempre la está regañando porque por estar trabajando en el manga perdió su vida de juventud y a su novio, ya que, por estar trabajando cancelaba las citas con él. Al final del último episodio aparece una chica de cabello negro que dice que quería ver a Sanpeita, no se revela su identidad ni sus intenciones, por lo que se deja el final abierto posiblemente para una segunda temporada.

## Media

### Manga
Se empezó la serialización del manga en la revista japonesa shōnen manga magazine Dengeki Comic Gao! el 27 de octubre de 2005, publicado por MediaWorks. Cuando Dengeki Comic Gao! cesó su publicación el 27 de febrero de 2008, el manga fue transferido a su editorial hermana, Dengeki Daioh el 21 de abril de 2008. Mientras que el manga todavía no ha acabado, ocho volúmenes han sido publicados, el último fue el 27 de septiembre de 2010; los volúmenes son publicados de acuerdo a la editorial ASCII Media Works' Dengeki Comics .

### Anime
Una adaptación al anime fue producida por el estudio de animación Hal Film Maker la cual ha sido emitida en Japón. El anime se extiende a los dos primeros volúmenes, y casi la mitad del tercer volumen.

#### Música
- Tema de apertura: Kemeko Deluxe! (ケメコデラックス！)
- Tema de cierre: Prippurin Gymnastics Exercises (プリップリン体操)